# KZ-Außenlager Laura

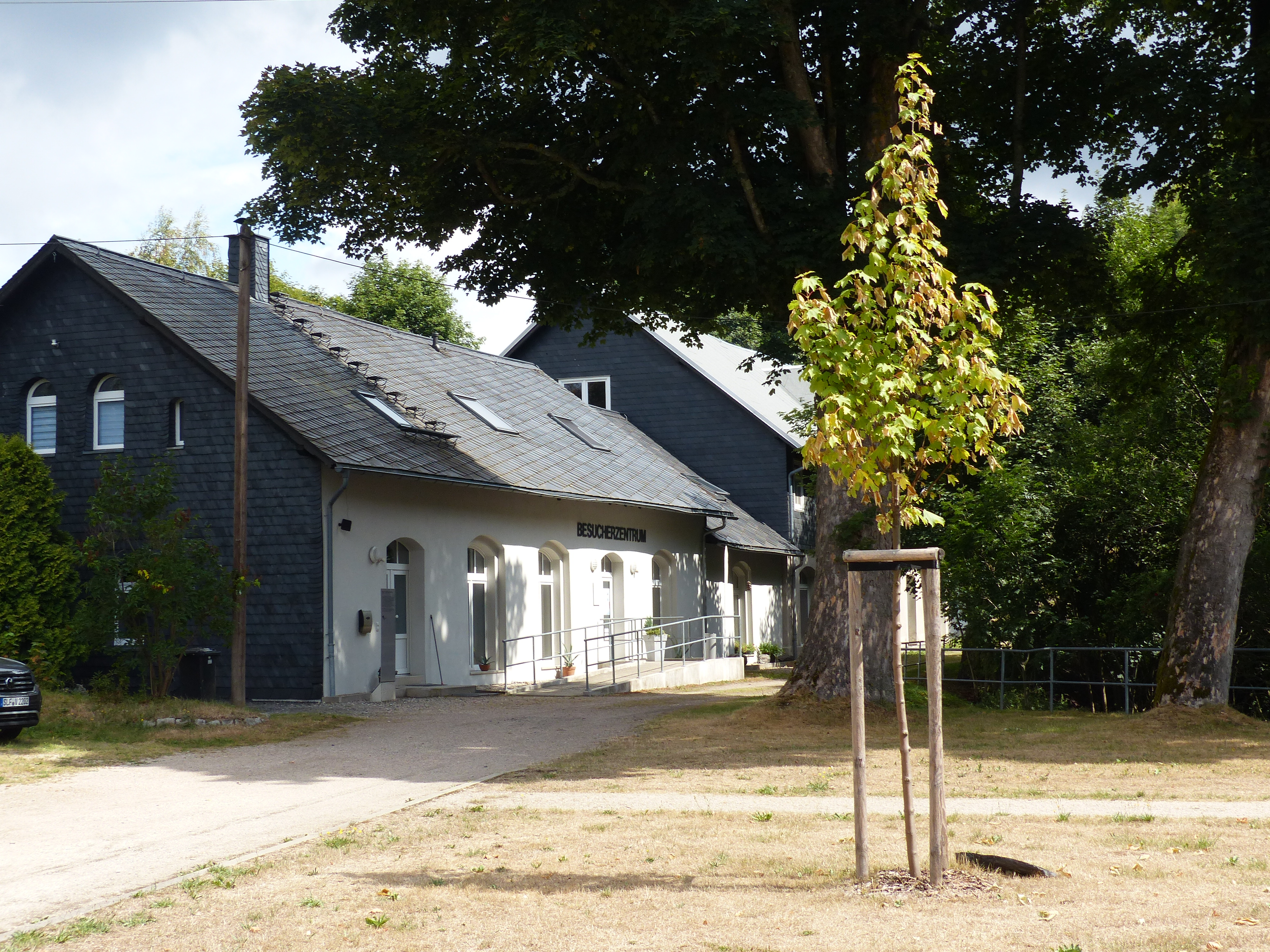
Besucherzentrum

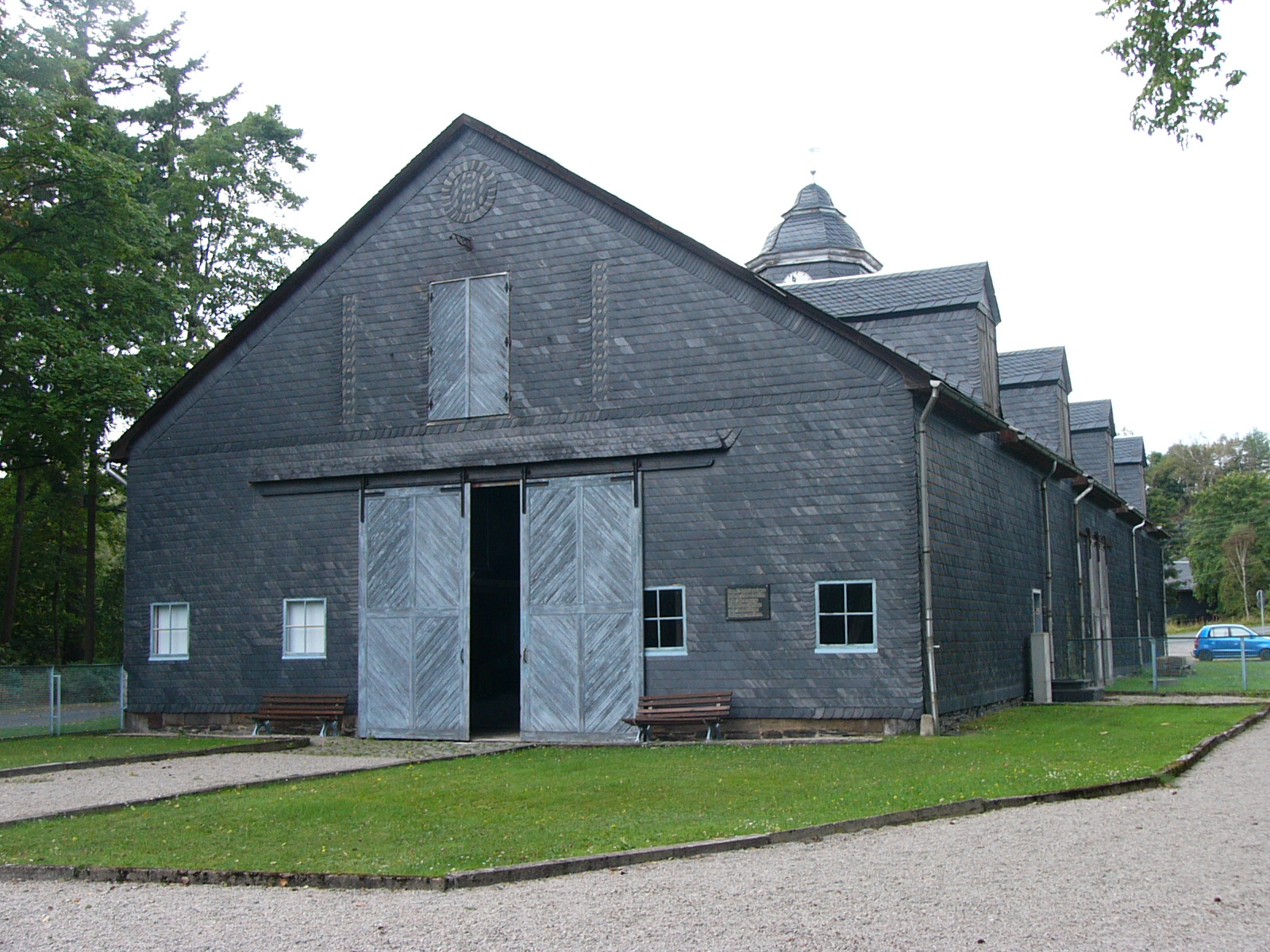
Scheune als Hauptgebäude

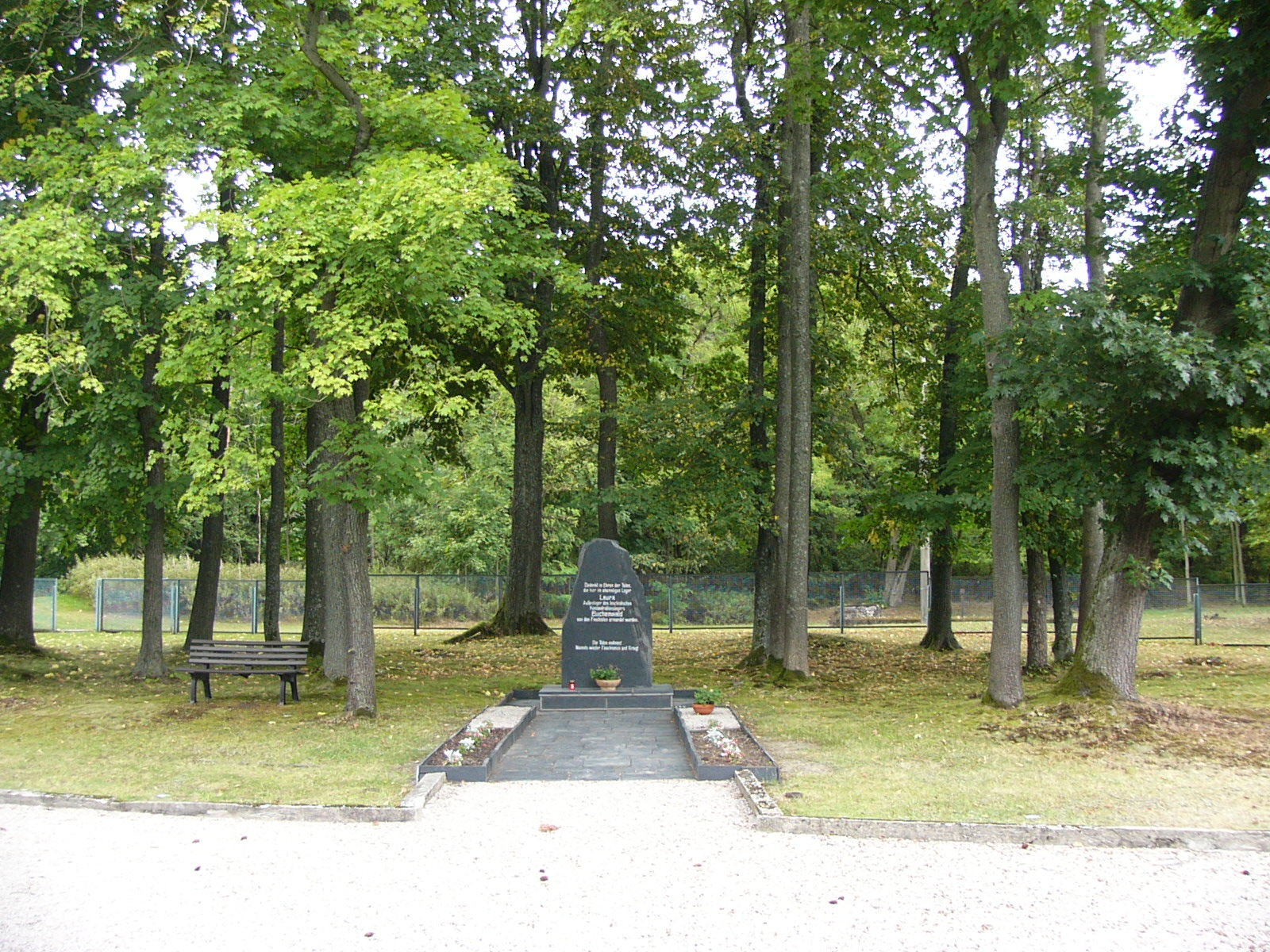
Gedenkstein

Das KZ-Außenlager Laura war ein Außenlager des Konzentrationslagers Buchenwald bei Lehesten. Die Überreste des Lagers sind heute Kulturdenkmal und bilden eine Gedenkstätte für Opfer des Nationalsozialismus.

## Beschreibung
Bei der Rüstungsindustrie erfolgte im Verlauf des Zweiten Weltkrieges zum Schutz vor Bombenangriffen eine Untertage-Verlagerung in unterirdische Produktionsstätten. Eine davon befand sich in Lehesten unter dem Tarnnamen „Vorwerk Mitte Lehesten“. Dort wurden die Triebwerke der V2/A4-Rakete getestet sowie flüssiger Sauerstoff für die Versuche sowie den Fronteinsatz produziert. Mit bis zu 12 installierten Maschinen (mit einer monatlichen Kapazität von je ca. 300 t) war die Anlage der größte Treibmittel Lieferant der A4.  Eine enge Zusammenarbeit mit der von Peenemünde verlagerten Raketenherstellung im KZ Mittelbau-Dora war gegeben. Das Konzentrationslager wurde 1943 nahe dem Ort Schmiedebach im sogenannten Fröhlichen Tal aufgebaut. Hauptgebäude war eine große Scheune aus dem Jahr 1929, in der bis zu 800 Menschen untergebracht waren. Die Lebens- und Arbeitsbedingungen waren allein wegen der Enge menschenunwürdig. Eine kleine Scheune wurde zur Häftlingsküche ausgebaut, ehemalige Stallungen dienten als Arrestbunker. In einer alten Schieferspalthütte, die auch als „Strafblock“ genutzt wurde, wurden von Okt. 1943 bis Ende Juni 1944 ca. 170 italienische Soldaten interniert.
Bei Einrichtung des Lagers war SS-Obersturmbannführer Wolfgang Plaul Lagerkommandant und SS-Oberscharführer
Karl Schmidt Lagerführer. Zu den technisch Verantwortlichen zählt Günter Fuchs, der Ehemann von Erika Fuchs.
Von 2600 Häftlingen vor allem aus der Sowjetunion, Polen, Frankreich, Italien, Belgien und den Niederlanden starben mindestens 550 Menschen. Die SS transportierte am 13. April 1945 die Häftlinge ins KZ Dachau ab, zurückgebliebene Insassen wurden noch am selben Tag von den Alliierten befreit. Verurteilungen von Tätern erfolgten u. a. in den Buchenwalder Nebenprozessen.
1956 wurde auf dem ehemaligen KZ-Gelände ein Gedenkstein aufgestellt, seit 1979 wurde ein Teil der zentral gelegenen Scheune als Gedenkstätte genutzt. Seit 1985 erinnert eine Stele am Ortsausgang der Stadt Wurzbach in Richtung Bad Lobenstein an einen Todesmarsch im Frühjahr 1945. Auf dem Neundorfer Friedhof sind zwei ehemalige Häftlinge beerdigt. Inzwischen ist das ganze Areal des ehemaligen Häftlingslagers Teil der Gedenkstätte und wird seit 2011 vom Landkreis Saalfeld-Rudolstadt als Träger und Eigentümer der Immobilie mit Fördermitteln des Thüringer Ministeriums für Bildung, Wissenschaft und Kultur saniert. Zur Bewahrung trägt der Förderverein KZ-Gedenkstätte Laura e. V. bei.

## Filme
- Geklaute Jugend. Herman van Hasselt. Buchenwaldhäftling 20239. Filmstudio Sirius. Deutschland 2006. (DVD, 55 Min.) (Beschreibung (Memento vom 12. November 2014 im Internet Archive))